# Spiele der kleinen Staaten von Europa 2009/Tennis
Bei den XIII. Spielen der kleinen Staaten von Europa in Zypern wurden die Tennis-Wettbewerbe vom 2. bis 6. Juni 2009 im National Tennis Centre in Nikosia ausgetragen. Mandy Minella aus Luxemburg und Jean-René Lisnard gewann dabei jeweils im Einzel- und im Doppelwettbewerb die Goldmedaille.

## Männer

### Einzel
| Platz | Land                     | Athlet                      |
| ----- | ------------------------ | --------------------------- |
| 1     | Monaco                   | Jean-René Lisnard           |
| 2     | Monaco                   | Benjamin Balleret           |
| 3     | Liechtenstein San Marino | Jirka Lokaj Stefano Galvani |

### Doppel
| Platz | Land           | Athleten                                                                      |
| ----- | -------------- | ----------------------------------------------------------------------------- |
| 1     | Monaco         | Guillaume Couillard Jean-René Lisnard                                         |
| 2     | San Marino     | Stefano Galvani Domenico Vicini                                               |
| 3     | Island Andorra | Birkir Gunnarsson Arnar Sigurdsson Jean-Baptiste Poux-Gautier Jorge Vila-Vila |

## Frauen

### Einzel
| Platz | Land                        | Athletin                            |
| ----- | --------------------------- | ----------------------------------- |
| 1     | Luxemburg                   | Mandy Minella                       |
| 2     | Luxemburg                   | Claudine Schaul                     |
| 3     | Liechtenstein Liechtenstein | Kathinka von Deichmann Marina Novac |

### Doppel
| Platz | Land          | Athletinnen                                                                |
| ----- | ------------- | -------------------------------------------------------------------------- |
| 1     | Luxemburg     | Mandy Minella Claudine Schaul                                              |
| 2     | Liechtenstein | Kathinka von Deichmann Marina Novac                                        |
| 3     | Malta Monaco  | Elaine Genovese Kimberley Cassar Emilia Milovanovic Louise-Alice Gambarini |

## Medaillenspiegel
| Platz | Land          | Gold | Silber | Bronze | Gesamt |
| ----- | ------------- | ---- | ------ | ------ | ------ |
| 1     | Monaco        | 2    | 1      | 1      | 4      |
| 2     | Luxemburg     | 2    | 1      | -      | 3      |
| 3     | Liechtenstein | -    | 1      | 3      | 4      |
| 4     | San Marino    | -    | 1      | 1      | 2      |
| 5     | Andorra       | -    | -      | 1      | 1      |
|       | Island        | -    | -      | 1      | 1      |
|       | Malta         | -    | -      | 1      | 1      |